# Sarah Milne
Sarah Milne (* 17. Januar 1992 in Guildford) ist eine englische Badmintonspielerin. 

## Karriere
Sarah Milne gewann bei den nationalen Meisterschaften 2010 in England Bronze im Dameneinzel. 2011 und 2013 wurde sie dort ebenfalls Dritte. Auch bei den Welsh International 2009 und 2011 sowie den Slovak International 2013 belegte sie Rang drei.